# Roger De Vlaeminck
Roger de Vlaeminck (Eeklo, 24 d'agost de 1947), anomenat El Gitano i Monsieur París-Roubaix, va ser un ciclista belga que fou professional entre 1969 i 1984, durant els quals va assolir 257 victòries. Rick van Looy en va parlar com el «El més talentós i l'únic ciclista de clàssics reals de la seva generació».
Com a amateur va guanyar una etapa de la volta a Catalunya el 1967 a Sort i va ser campió i subcampió del món de ciclo-cros el 1968 i el 1969, i dues vegades campió del seu país en la mateixa especialitat. El 1968, el seu germà Erik, també ciclista, també va ser campió del món de ciclocròs, però en categoria professional. A començaments de 1969 va fitxar pel Flandria i, a més de nombroses proves d'un dia, va guanyar el Campionat del seu país de fons en carretera i va ser segon a la Milà-San Remo. Ja com a professional, va tornar a ser campió del món de ciclocròs el 1975 i campió de Bèlgica en unes altres tres ocasions (1974, 1975 i 1978).
De Vlaeminck és un dels tres únics ciclistes que va guanyar els cinc Monuments del ciclisme, al costat dels també belgues Eddy Merckx i Rik van Looy. L'única gran carrera d'un dia que no va guanyar és el Campionat del Món, hi va obtenir el seu millor resultat el 1975, en acabar segon per darrere d'Hennie Kuiper.
La París-Roubaix va ser sens dubte la seva cursa favorita. Amb quatre victòries, és el ciclista que més vegades l'ha guanyada. A més, va ser segon en unes altres quatre ocasions i tercer en una altra. El 2016, amb la seva cinquena victòria a París-Roubaix, Tom Boonen el va destronar.
Va guanyar etapes a les tres Grans Voltes, brillant sobretot al Giro d'Itàlia, on va guanyar vint-i-dos etapes i la classificació per punts en tres ocasions.
Després de retirar-se del ciclisme professional es convertí, durant diversos anys, en entrenador d'equips de ciclocròs.

## Palmarès en ruta
- 1967
  - Vencedor d'una etapa a la Volta a la província de Namur
  - Vencedor d'una etapa a la Volta a Bèlgica amateur
  - Vendedor d'una etapa a la Volta de Catalunya a Sort.[4]
- 1968
  - 1r a la Wavre-Lieja
  - 1r a la Volta a Bèlgica amateur i vencedor d'una etapa
- 1969
  -  Campió de Bèlgica en ruta
  - 1r a l'Omloop Het Volk
  - 1r a la Brussel·les-Ingooigem
- 1970
  - 1r a la Lieja-Bastogne-Lieja
  - 1r de la Kuurne-Brussel·les-Kuurne
  - 1r al Grote Scheldeprijs
  - 1r a la Druivenkoers Overijse
  - 1r al Circuit de Houtland
  - 1r al Gran Premi Baden-Baden (amb Herman Van Springel)
  - Vencedor d'una etapa al Tour de França
- 1971
  - 1r a la Fletxa Valona
  - 1r als 4 dies de Dunkerque
  - 1r de la Kuurne-Brussel·les-Kuurne
  - 1r al Gran Premi E3
  - 1r al Gran Premi Baden-Baden (amb Herman Van Springel)
  - Vencedor de 2 etapes a la Volta a Andalusia
  - Vencedor d'una etapa a la Volta a Suïssa
- 1972
  - 1r a la París-Roubaix
  - 1r a la Tirrena-Adriàtica i vencedor de 2 etapes
  - 1r a la Milà-Torí
  - 1r a la Coppa Placci
  - 1r al Gran Premi Ciutat de Camaiore
  - 1r a la Druivenkoers Overijse
  - Vencedor de 4 etapes al Giro d'Itàlia i  1r de la Classificació per punts
- 1973
  - 1r a la Milà-San Remo
  - 1r a la Tirrena-Adriàtica i vencedor d'una etapa
  - 1r al Giro de Toscana
  - 1r al Trofeu Matteotti
  - 1r al Gran Premi de Mònaco
  - 1r al Circuit de l'Aulne
  - Vencedor de 3 etapes al Giro d'Itàlia
- 1974
  - 1r a la París-Roubaix
  - 1r a la Volta a Llombardia
  - 1r a la Tirrena-Adriàtica i vencedor d'una etapa
  - 1r a la Milà-Torí
  - 1r a la Coppa Placci
  - 1r del Giro del Vèneto
  - 1r al Giro de Sicília
  - 1r a la Druivenkoers Overijse
  - Vencedor d'una etapa al Giro d'Itàlia i  1r de la Classificació per punts
- 1975
  - 1r a la París-Roubaix
  - 1r al Campionat de Zúric
  - 1r a la Volta a Suïssa i vencedor de 6 etapes
  - 1r a la Tirrena-Adriàtica i vencedor de 3 etapes
  - 1r al Trofeu Pantalica
  - 1r al Giro del Laci
  - 1r al Circuit de Larciano
  - 1r al Gran Premi Montelupo
  - Vencedor de 7 etapes al Giro d'Itàlia i  1r de la Classificació per punts
  -  Medalla de plata al Campionat del Món de ciclisme
- 1976
  - 1r a la Volta a Llombardia
  - 1r a la Tirrena-Adriàtica i vencedor de 3 etapes
  - 1r al Tour de Romandia i vencedor d'una etapa
  - 1r al Giro de Sardenya[8]
  - 1r al Giro de l'Emília
  - 1r al Giro del Laci
  - 1r al Gran Premi Montelupo
  - Vencedor de 3 etapes a la Volta a Catalunya
  - Vencedor de 4 etapes al Giro d'Itàlia
- 1977
  - 1r al Tour de Flandes
  - 1r a la París-Roubaix
  - 1r a la Tirrena-Adriàtica i vencedor de 2 etapes
  - 1r al Giro del Piemont
- 1978
  - 1r a la Milà-San Remo
  - 1r al Giro del Friül
  - 1r a la Druivenkoers Overijse
- 1979
  - 1r a la Milà-San Remo
  - 1r a l'Omloop Het Volk
  - 1r de la Milà-Vignola
  - 1r al Giro de la Pulla
  - Vencedor d'una etapa a la Tirrena-Adriàtica
  - Vencedor de 3 etapes al Giro d'Itàlia
- 1980
  - 1r al Trofeu Laigueglia
  - Vencedor de 2 etapes al Tirrena-Adriàtica
- 1981
  -  Campió de Bèlgica en ruta
  - 1r a la París-Brussel·les
  - 1r a la Fletxa Brabançona
  - Vencedor d'una etapa a la París-Niça
  - Vencedor d'una etapa a la Volta a Suïssa
- 1984
  - 1r al Giro de Campània
  - Vencedor d'una etapa a la Volta a Espanya

### Resultats al Giro d'Itàlia
- 1972. 7è de la classificació general. Vencedor de 4 etapes.  1r de la Classificació per punts
- 1973. 11è de la classificació general. Vencedor de 3 etapes
- 1974. 11è de la classificació general. Vencedor d'una etapa.  1r de la Classificació per punts
- 1975. 4t de la classificació general. Vencedor de 7 etapes.  1r de la Classificació per punts
- 1976. Abandona (19a etapa). Vencedor de 4 etapes
- 1977. Abandona
- 1978. Abandona
- 1979. Abandona. Vencedor de 3 etapes
- 1984. Abandona

### Resultats al Tour de França
- 1969. Abandona (10a etapa)
- 1970. Abandona (7a etapa). Vencedor d'una etapa
- 1971. Abandona (11a etapa)

### Resultats a la Volta a Espanya
- 1984. Abandona. Vencedor d'una etapa

## Palmarès en pista
- 1971
  - 1r als Sis dies de Gant (amb Patrick Sercu)
- 1980
  - 1r als Sis dies d'Anvers (amb René Pijnen i Wilfried Peffgen)
- 1982
  - 1r als Sis dies d'Anvers (amb Patrick Sercu)

## Palmarès en ciclocros
- 1968
  -  Campió del món de ciclocròs amateur
- 1975
  -  Campió del món de ciclocròs